# Albert Mas-Griera
Albert Mas-Griera (Barcelona, 29 de juliol de 1954) és un escriptor, narrador, guionista i professor d'ensenyament secundari català.
Va estudiar filologia i es va llicenciar en psicologia el 1978, però no va arribar a exercir, s'estimava més de tocar la guitarra en grups de rock. Per guanyar-se la vida treballa com a professor d'ensenyament secundari i traductor. També ha fet col·laboracions a la premsa. En narrativa, és autor de les novel·les Escrit als estels (1987) i La ciutat dels àngels (1999)(premi "El Lector de l'Odissea"), de la narració La trapezista cega i el llançador de nans (1993) i del recull de contes La cua del mestre (2007). Com a guionista, ha adaptat al cinema la seva novel·la Escrit als estels (1992), dirigida per Ricard Reguant i Molinos, i és coautor del guió de Monturiol, el senyor del mar (1992), dirigida per Francesc Bellmunt. També ha participat en les sèries televisives I ara què, Xènia? (amb Joaquín Oristrell i J. Barbero, 1993) i Entre el torb i la Gestapo (Andorra) (1999).